# Callithrix
Callithrix és un gènere de micos del Nou Món de la família dels cal·litríquids que inclou els titís de la Mata Atlàntica. El gènere Mico fou classificat com a subgènere d'aquest gènere en el passat. Callithrix es diferencia de Mico en la morfologia dental i distribució geogràfica. Les espècies de Callithrix viuen a prop de la costa atlàntica de Sud-amèrica, mentre que les de Mico habiten més a l'interior.